# طواف إيطاليا 1985
طواف إيطاليا 1985 هو سباق دراجات هوائية أقيم في إيطاليا بتاريخ 16 مايو – 9 يونيو، تكون السباق من 22 مرحلة وامتدّ لمسافة 3998.6 كم بسرعة 37.893 كم/س، استغرق السباق 105 ساعة 46 دقيقة 51 ثانية. فاز به الفرنسي بيرنار إينو.

## الترتيب
| م                     | الدرّاج      | البلد | الزمن                      |
| --------------------- | ----------- | ----- | -------------------------- |
| الفائز بالترتيب العام | بيرنار إينو | فرنسا | 105 ساعة 46 دقيقة 51 ثانية |